# Pandau Jaya
Pandau Jaya is een bestuurslaag in het regentschap Kampar van de provincie Riau, Indonesië. Pandau Jaya telt 27.158 inwoners (volkstelling 2010).